# Перейра дус Сантус, Нелсон
Нелсон Перейра дус Сантус (порт.-браз. Nelson Pereira dos Santos; 22 октября 1928, Сан-Паулу — 21 апреля 2018, Рио-де-Жанейро) — бразильский кинорежиссёр и сценарист, представитель нового кино Бразилии, один из крупнейших мастеров бразильского кинематографа.

## Биография
Родился в 1928 году в Сан-Паулу, в семье портного. Там же учился на юридическом факультете, родители очень рассчитывала на успехи сына в данной области. Однако, Нелсон выбрал карьеру кинематографиста и в 1952 году переехал в Рио-де-Жанейро, где начал работу над своим первым сценарием для фильма «Рио, 40 градусов». Окончил школу высших кинематографических исследований в Париже. Вернувшись в Бразилию, снял несколько короткометражных лент. Несмотря на свой опыт в сфере кино, Перейра долго не мог найти продюсеров для дебютного художественного фильма. Связано это с тем, что он хотел показать Бразилию не как страну ярких карнавалов, а страну фавел, акцентируя контраст между жизнью богатых и бедных.
Его позднейшие фильмы, многие из которых поставлены по произведениям бразильской литературы, также содержат многие элементы кинодокументалистики.

## Фильмография
- Juventude (1949, документальный)
- Рио, 40 градусов (1955)
- Рио, северный округ (1957)
- Mandacaru Vermelho (1961)
- Boca de Ouro (1963)
- Иссушенные жизни (1964, по роману Грасилиано Рамуша, номинация на Золотую пальмовую ветвь Каннского МКФ, премия Международной католической организации кинематографистов на Каннском МКФ)
- El Justicero (1967, по роману Жуана Бетенкура)
- Fome de Amor (1968, номинация на Золотого медведя Берлинского МКФ)
- Azyllo Muito Louco (1970, по повести Машаду ди Ассиса, номинация на Золотую пальмовую ветвь Каннского МКФ)
- Как вкусен был мой француз (1971, номинация на Золотого медведя Берлинского МКФ)
- Quem é Beta? (1972)
- Amuleto de Ogum (1974, номинация на Золотую пальмовую ветвь Каннского МКФ)
- Tenda dos Milagres (1977, по сценарию Жоржи Амаду, номинация на Золотого медведя Берлинского МКФ)
- Na Estrada da Vida (1980)
- A Missa do Galo (1982, по новелле Машаду ди Ассиза)
- Memórias do Cárcere (1984, по роману Грасилиано Рамуша, премия ФИПРЕССИ Каннского МКФ, первая премия Гаванского кинофестиваля, премия Ассоциации художественных критиков Сан-Паулу)
- Jubiabá (1986, по одноимённому роману роману Жоржи Амаду)
- A Terceira Margem do Rio (1994, по роману Гимарайнша Розы, номинация на Золотого медведя Берлинского МКФ)
- Cinema de Lágrimas (1995)
- Guerra e Liberdade — Castro Alves em São Paulo (1998, кинобиография национального поэта Бразилии Кастру Алвиса)
- Meu Compadre, Zé Ketti (2001, документальный, о создателе мелодий самба, композиторе Зе Кетти)
- Raízes do Brasil: Uma Cinebiografia de Sérgio Buarque de Hollanda (2003, документальный, биография бразильского историка, отца Шику Буарки, с участием последнего)
- Brasília 18 % (2006)
- A música segundo Tom Jobim (2012, полнометражный документальный)
- A luz do Tom (2013, полнометражный документальный)

## Признание
Многократный номинант и лауреат национальных и международных фестивалей, член жюри Венецианского МКФ (1986, 1993). Первый кинематографист, избранный в Бразильскую академию литературы.